# Meinhard Nehmer
Meinhard Nehmer (Bobolin, Alemanya nazi, 13 de gener de 1941) és un atleta i corredor de bobsleigh alemany, ja retirat, que destacà entre la dècada del 1970 i 1980.
Inicià la seva carrera esportiva com a llançador de javelina, si bés posteriorment es decantà cap al bobsleigh. En els Jocs Olímpics d'Hivern de 1976 realitzats a Innsbruck (Àustria) aconseguí guanyar dues medalles d'or en les proves de Bobs a 2 i Bobs a 4. En els Jocs Olímpics d'Hivern de 1980 realitzats a Lake Placid (Estats Units) aconseguí guanyar la medalla d'or en la prova de Bobs a 4 i la medalla de bronze en la prova de Bobs a 2.
Al llarg de la seva carrera aconseguí quatre medalles en el Campionat del Món de Bobsleigh, destacant la medalla d'or aconseguida el 1977 a St. Moritz en la prova de Bobs a 4.